# Illusionisten (roman)
Illusionisten är en roman från 1965 av den brittiska författaren John Fowles. Det var Fowles första roman, men den andra att bli publicerad. Den handlar om Nicholas Urfe som är lärare på en liten grekisk ö. En dag är hans arbete blott en bisyssla gentemot det intrikata mysterium och labyrint i form av psykologi, filosofi, teater, påträngande verklighet och magi, som han plötsligt befinner sig i.
Boken är skriven i jag-form och med ingående beskrivningar. Fowles använder sig i denna bok av ett flytande språk med mycket liknelser i form av hänvisningar till konst och litteratur. Det finns också allusioner till fler litterära verk i boken, framför allt William Shakespeare och då oftast Stormen och Othello. Det dyker även upp citat på olika språk i boken som inte alltid översätts.

## Bakgrund
Illusionisten utkom 1969 for första gången i Sverige under titeln "Mannen som trodde han var Gud". Fram till 1979 fortsatte John Fowles att bearbeta sitt verk och släppte då "The Magus - A Revised Version" som fick titeln Illusionisten på svenska (1998), med ytterligare 250 sidor: sammanlagt 780 sidor översatta av Martin Peterson.

## Handling
Boken börjar med en redogörelse över Nicholas Urfes bakgrund och liv i England. Hans arbete som engelsklärare och hans förhållande till australiskan Alison. För att bryta upp med sitt liv och kanske på något plan med sitt förhållande tar Nicholas anställning på privatskolan Lord Byron School på ön Phraxos. Här finner han sig ganska kvickt utled trots den sköna medelhavsmiljö som understundom tar honom med storm. Under hans många och långa ensamvandringar råkar han finna ett hus i en undangömd vik. Där kommer så Nicholas att samspråka med en äldre man om allt och ingenting samtidigt som oväntade, nästintill magiska, saker börjar ske inuti och utanför honom.